# Assedio di San Sebastián
L'assedio di San Sebastián si svolse tra il 7 luglio e l'8 settembre 1813 nell'ambito dei più vasti eventi della guerra d'indipendenza spagnola.
Dopo la sconfitta patita nella battaglia di Vitoria, la città di San Sebastián era una delle ultime roccaforti rimaste sotto il controllo della Francia napoleonica in Spagna, e all'inizio del luglio 1813 fu per questo assediata da un'armata anglo-portoghese guidata dal generale Thomas Graham; la guarnigione francese, comandata dal generale Louis Rey, oppose una vigorosa resistenza e il primo tentativo di espugnare la città il 25 luglio venne respinto con gravi perdite.
Dopo una migliore preparazione, gli anglo-portoghesi tornarono all'assalto e il 31 agosto riuscirono a espugnare le principali fortificazioni della città; i resti della guarnigione francese si arresero quindi l'8 settembre seguente. Subito dopo la sua caduta, la città venne completamente saccheggiata e incendiata dalle truppe anglo-portoghesi sfuggite al controllo dei loro ufficiali.

## Antefatti
Dopo il decisivo successo riportato nella battaglia di Vitoria il 21 giugno 1813, l'armata alleata anglo-ispano-portoghese comandata dal Duca di Wellington avanzò verso nord dalla Spagna centrale alla volta dei Pirenei occidentali, al fine di prendere il controllo dei passi montani e fronteggiare così le forze francesi del maresciallo Nicolas Jean-de-Dieu Soult, in fase di riorganizzazione al di là delle montagne. Per rendere sicure le sue retrovie, e anche per scacciare le ultime consistenti forze francesi rimaste in Spagna, Wellington aveva necessità di catturare le città fortificate di Pamplona e San Sebastián; difettando di risorse per prendere d'assalto entrambe le piazzeforti simultaneamente, il duca decise di limitarsi a bloccare Pamplona mentre le sue forze ponevano l'assedio a San Sebastián.
San Sebastián (o Donostia in lingua basca) all'epoca contava 9 104 abitanti e comprendeva solo quello che attualmente è il quartiere di Parte Zaharra. Rispetto alla circostante provincia conservatrice della Gipuzkoa, era caratterizzata da una mentalità più liberale, aperta alle differenti influenze provenienti dalla Guascogna a nord e dalla Spagna a sud, e lo sviluppo del centro abitato aveva portato a una cospicua commistione delle genti guascone e basche sin dalla fondazione. Dopo la proclamazione di Giuseppe Bonaparte, fratello di Napoleone, come monarca fantoccio della Spagna nel 1808, Francisco Amorós (indicato da molte fonti come un filo-francese) era stato nominato capo magistrato della città; se sembra che le nuove autorità non siano mai state tenute in grande considerazione dagli abitanti della città, le truppe francesi erano invece generalmente bene accette e un periodo di sostanziale pace prevalse fino al 1813. Questo equilibrio si infranse quando in giugno a San Sebastián arrivarono le truppe francesi e i rifugiati in fuga dalla Spagna dopo la sconfitta patita nella battaglia di Vitoria.
San Sebastián sorge su una penisola, protesa nel golfo di Biscaglia con andamento da sud a nord. La parte meridionale delle fortificazioni cittadine, alla base della penisola, era molto forte, con una grossa opera a corno che proteggeva gli approcci alle alte mura della città; sulle mura erano montati diversi cannoni che potevano sparare al di sopra dell'opera a corno per proteggerla dagli assalti nemici. Sul suo lato orientale, la città era protetta dall'estuario del fiume Urumea; i genieri britannici individuarono un punto debole vicino al lungofiume nell'angolo sud-orientale della città: era possibile lanciare un assalto attraverso il letto del fiume sia da sud che da est, sfruttando il periodo di bassa marea. Batteria d'artiglieria d'assedio potevano essere piazzate dagli attaccanti a sud della città e sulle colline sabbiose a oriente dell'estuario dell'Urumea, godendo entrambe della protezione del fiume da possibili contrattacchi della guarnigione.
Il dominio del mare acquisito dai britannici non fu di nessuna utilità durante l'assedio, perché la flotta di blocco assegnata al golfo di Biscaglia era a corto di unità; ciò consentì a vascelli francesi di recapitare regolarmente a San Sebastián rifornimenti e rinforzi, e di evacuare dalla città i feriti e gli ammalati. Per tale ragione Wellington dovette scartare la possibilità di prendere San Sebastián per fame: era necessario aprire una breccia nelle mura e conquistare la città con un assalto diretto.

## Forze in campo
Al 1º luglio 1813 la guarnigione francese di San Sebastián, posta al comando del generale di brigata Louis Emmanuel Rey, ammontava a 3 170 uomini, provenienti da un battaglione a testa del 22º e 34º Reggimento di fanteria di linea, da due battaglioni del 62º Reggimento di linea e da elementi sparsi del 1º e 119º Reggimento di linea scampati al disastro di Vitoria; vi erano anche una compagnia di genieri e una di pionieri, e due compagnie di artiglieri. Le fortificazioni della città erano protette da un totale di 76 pezzi d'artiglieria.
Per portare avanti l'assedio, il tenente generale Thomas Graham si vide affidare 9 000 soldati provenienti dalla 5ª Divisione anglo-portoghese del generale John Oswald e dalla brigata portoghese del generale Henry Bradford; il totale comprendeva 3 900 ufficiali e soldati britannici e 2 300 portoghesi della 5ª Divisione, con altri 2 300 portoghesi nella brigata di Bradford. Come artiglieria d'assedio, inizialmente Graham poteva schierare 40 pezzi pesanti provenienti da varie fonti. Secondo Javier Sada, la forza che investì la città comprendeva un'importante torma multinazionale di mercenari e soldati di ventura, il cui solo incentivo era la possibilità di saccheggianre le località prese d'assalto.

## L'assedio

### Il primo assalto

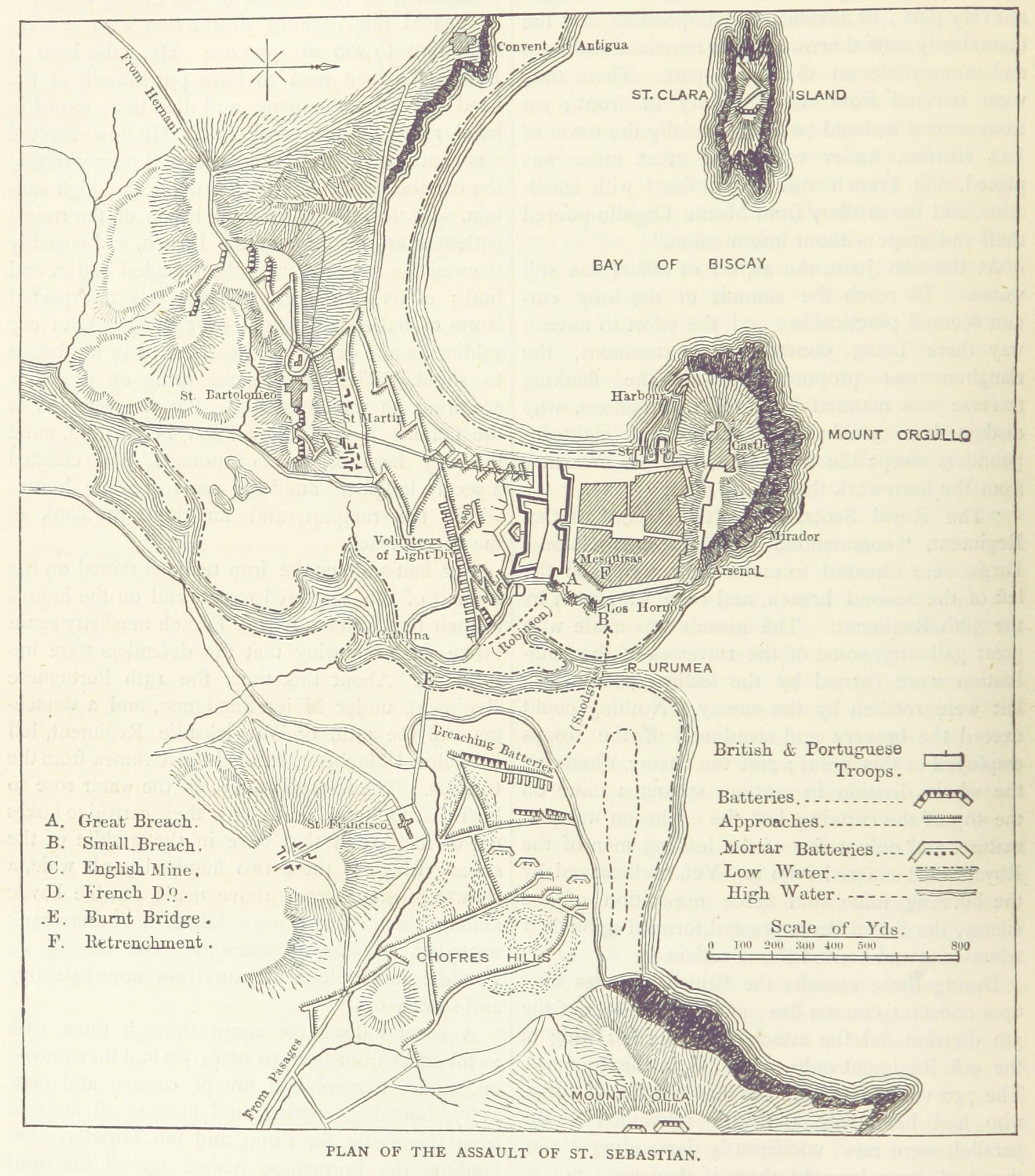
San Sebastián, le sue fortificazioni e le linee d'assedio anglo-portoghesi in una carta del XIX secolo; il nord è sul lato destro

L'assedio di San Sebastián ebbe inizio il 7 luglio 1813. Il primo obiettivo per gli assediati era rappresentato da un convento fortificato, collocato su una collina a sud dell'opera a corno della città; i lavori per la costruzione di due batterie d'assedio collocate a 180 metri dalle mura del convento ebbero inizio l'11 luglio, e furono portati a termine nella notte tra il 13 e il 14 luglio seguenti. Bombardamenti quotidiani ridussero ben presto la postazione a un cumulo di rovine, e il convento venne assaltato e catturato senza particolari problemi il 17 luglio.
Il 13 luglio ebbero anche inizio i lavori per la costruzione di tre batterie d'assedio sulle colline sabbiose lungo la sponda orientale dell'Urumea, con una quarta batteria collocata sulla collina di Monte Olia; le batterie, collocate a una distanza di 550 e 1 200 metri dalle mura, erano connesse da trincee. Il fuoco dei cannoni anglo-portoghesi iniziò ben presto a martellare giorno per giorno le mura e le torri della città, finché il 23 luglio tre brecce furono aperte nelle fortificazioni. Il convento catturato fu fortificato per proteggerlo da contrattacchi francesi provenienti da nord, e nelle sue vicinanze furono collocate delle batterie d'artiglieria per battere da vicino l'opera a corno e la città. Tra il 20 e il 21 luglio una trincea parallela era stata scavata attraverso la base della penisola in direzione dell'opera a corno, dove fu scoperto un grosso canale di scolo sotterraneo che conduceva alla fortificazione; gli assedianti decisero quindi di minare l'estremità finale del canale.
L'assalto venne sferrato all'alba del 25 luglio; precedute dall'esplosione della mina, le truppe anglo-portoghesi avrebbero dovuto assaltare la breccia aperta nelle mura dell'opera a corno e due delle brecce scavate dall'artiglieria nelle mura cittadine. La mina esplose tuttavia troppo presto, quando era ancora buio: le truppe si mossero subito all'attacco, ma l'oscurità era ancora tale da impedire all'artiglieria di fornire loro supporto. L'opera a corno fu assaltata, ma le truppe che seguivano la prima ondata furono lente ad affluire e il contingente che aveva guidato l'attacco fu ben presto sconfitto e messo in fuga. Le unità che assaltarono le mura si ritrovarono esposte al fuoco nemico mentre correvano per più di 270 metri lungo la piatta pianura lasciata dalla bassa marea: benché i soldati fossero riusciti ad arrivare fin sulla cima delle brecce, le unità di rincalzo furono ancora una volta troppo lente ad affluire e l'attacco fu respinto con gravi perdite umane.
Nel corso di questo primo assalto alla città, gli anglo-portoghesi dovettero registrare un totale di 693 morti e 316 prigionieri lasciati in mano ai francesi; le perdite della guarnigione ammontavano invece a 58 morti e 258 feriti. Dopo questo fallimento, l'assedio fu riconsiderato: i rifornimenti di munizioni per l'artiglieria d'assedio scarseggiavano, e quello stesso 25 luglio Wellington aveva appreso che Soult era in procinto di sferrare un attacco attraverso i Pirenei (azione che avrebbe poi portato alla seguente battaglia dei Pirenei). L'alto comando alleato decise quindi di interrompere l'assedio fino a che i rifornimenti necessari non fossero arrivati via mare, e Graham ricevette l'ordine di trasferire la sua artiglieria a Pasaia.
Nel corso dei giorni seguenti gli alleati mantennero il blocco alla città pur non lanciando altri assalti; la guarnigione francese compì diverse sortite, riuscendo a prendere prigionieri più di 200 soldati portoghesi.

### Il secondo assalto

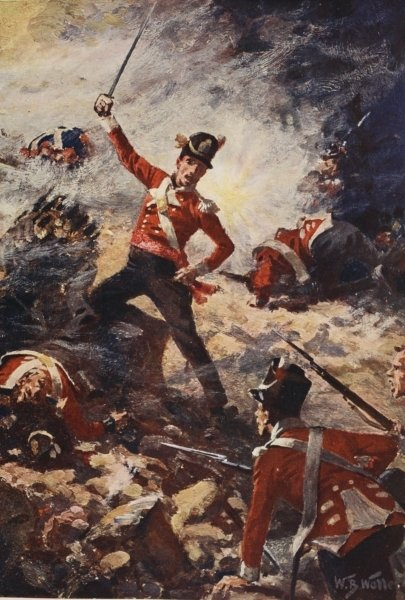
Colin Campbell guida la Forlorn Hope a San Sebastián in un'illustrazione di William Barnes Wollen

Dopo aver sconfitto Soult e averlo respinto ancora una volta oltre i Pirenei, Wellington attese che sufficienti scorte di munizioni e cannoni d'assedio giungessero dall'Inghilterra prima di tornare a concentrarsi sulla presa di San Sebastián; anche con queste nuove risorse Wellington era ancora obbligato a condurre un assedio vero e proprio per volta, e si decise comunque di focalizzarsi su San Sebastián perché la città appariva più debole, meglio accessibile e più facilmente rifornibile dal mare. Entro il 15 agosto il generale Rey aveva ricevuto alcuni rinforzi dai violatori di blocco approdati in città, ma anche così le sue forze ammontavano a 2 700 soldati impiegabili in battaglia e 300 feriti ricoverati negli ospedali.
Il 19 agosto iniziarono ad affluire a San Sebastián i rifornimenti arrivati dall'Inghilterra, tra cui unità addizionali di genieri e pionieri; il 23 agosto i cannoni britannici erano pronti a riprendere il bombardamento della città. Entro il 26 agosto gli anglo-portoghesi avevano piazzato batterie per ospitare un totale di 63 pezzi d'artiglieria; 15 cannoni pesanti collocati a sud e 40 pezzi piazzati a est aprirono un violento cannoneggiamento, distruggendo le torri della cinta muraria e aprendo diverse brecce nelle mura.
Il 27 agosto, 200 uomini sbarcati dalle navi britanniche Beagle, Challenger, Constant e Surveillante entrarono nella baia di San Sebastián da ovest e dopo un breve scontro e poche perdite catturarono la piccola isola di Santa Clara; sei cannoni della Surveillante furono poi collocati sull'isola per battere d'infilata la città e il suo castello. La breccia principale aperta nelle mura a est raggiunse una lunghezza di 150 metri, con le torri alle sue due estremità entrambe demolite; più a sud, una galleria di mina era stata spinta fino al glacis dell'opera a corno.
Poiché l'assalto doveva essere sferrato con la bassa marea, esso fu programmato per le 11:00 del 31 agosto. Una mina venne fatta esplodere, distruggendo in parte le mura ma creando anche una serie di crateri che obbligarono gli assaltatori della 5ª Divisione a spostare il loro assalto a sud della breccia principale. I soldati si precipitarono attraverso i 160 metri di terreno aperto tra le loro trincee e la base della breccia riportando perdite minime, ma con il nemico ammassato sulle brecce i francesi aprirono un terrificante fuoco di sbarramento; più e più volte i soldati della 5ª Divisione tentarono di scalare i mucchi di detriti che ostruivano la breccia, ma furono sempre ributtati indietro in disordine dai francesi. Gli assediati avevano costruito un muro interno che impedì agli attaccanti di irrompere attraverso le difese; Graham lanciò all'assalto un contingente di 750 volontari provenienti da altre divisioni scelte, ma non fu in grado di scacciare i difensori francesi dalle loro posizioni. Una brigata portoghese avanzò attraverso il letto dell'Urumea e attaccò la breccia orientale, ma fu respinta e l'assalto entrò in stallo; dopo due ore di scontri, il secondo attacco a San Sebastián si era rivelato un costoso fallimento, con i soldati anglo-portoghesi che si schiacciavano a terra per sfuggire al pesante fuoco dei francesi.
Dopo essersi consultato con il suo comandante dell'artiglieria, il generale Alexander Dickson, Graham decise di aprire il fuoco contro il muro interno, a dispetto del rischio di uccidere i molti soldati britannici rannicchiati alla sua base. Quando i loro stessi cannoni iniziarono a sparare sopra le loro teste i sopravvissuti delle prime ondate d'attacco caddero nel panico, ma quando il fumo si fu depositato poterono vedere che l'artiglieria aveva demolito gran parte del muro interno: gli alleati si lanciarono quindi alla carica, raggiungendo la cima delle brecce e dilagando all'interno della città. Alla vista del crollo delle loro difese, i francesi si ritirarono alla volta della fortezza posta sulla collina di Urgull e la città cadde in mano agli assedianti.
Un'ispezione successiva scoprì che non un singolo colpo d'artiglieria era caduto corto e aveva colpito le truppe alleate alla base del muro, benché i cannoni avessero sparato per 20 minuti da una distanza di 550-730 metri. Circa 700 soldati francesi furono presi prigionieri all'interno della città, che ora era in preda agli incendi; Rey e i resti della guarnigione capitolarono poi il 5 settembre dopo aver negoziato i termini della loro resa: il comandante francese consegnò formalmente il castello l'8 settembre, e come riconoscimento per la loro onorevole difesa ai superstiti della guarnigione fu concesso l'onore delle armi da parte degli anglo-portoghesi e gli ufficiali poterono conservare le loro spade.

### Il sacco della città

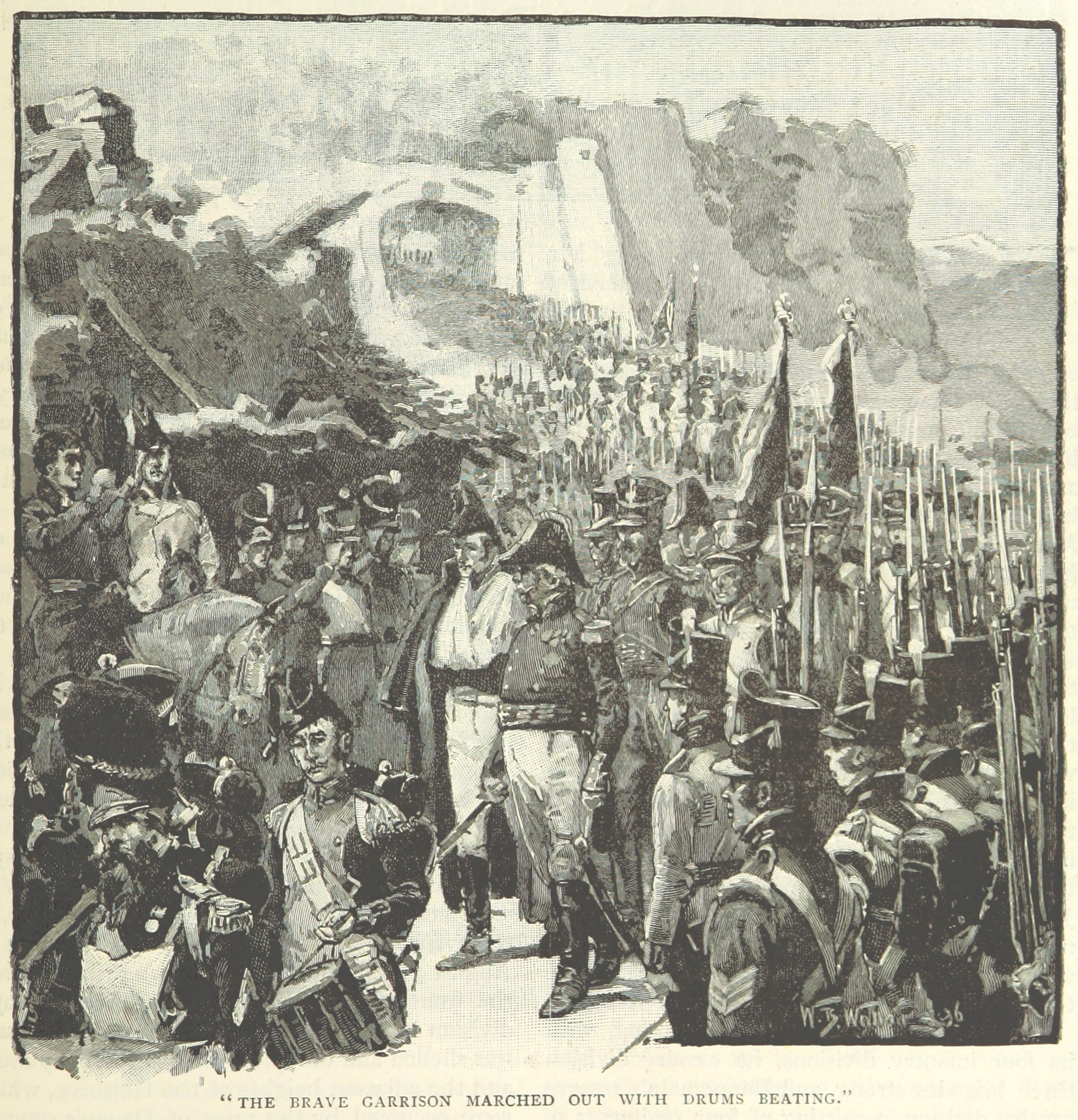
La capitolazione delle forze francesi a San Sebastián in una stampa di fine XIX secolo

Una volta entrate in città, le vittoriose truppe anglo-portoghesi misero rapidamente le mani sulle abbondanti scorte di brandy e vino presenti nei negozi e nelle case. Ubriachi e arrabbiati per le pesanti perdite umane riportate nell'assalto, i soldati andarono fuori controllo e presero a saccheggiare la città, uccidendo un numero sconosciuto di abitanti stimato da alcune fonti a circa 1 000; furono commesse torture su quanti erano sospettati di nascondere denaro o gioielli, furono compiuti stupri sulle donne e vari edifici, tra cui il municipio con il suo archivio storico, furono dati alle fiamme. Alcuni ufficiali britannici tentarono di riprendere il controllo della truppa, ma furono ignorati se non apertamente minacciati dai soldati ubriachi; alcuni degli ufficiali chiusero un occhio sui saccheggi o si unirono ad essi.
Furono raccolti almeno 75 rapporti di testimoni oculari degli eventi iniziati a partire dal 31 agosto. Uno di questi, Gabriel Serres, sostenne che «[gli assedianti] commisero le atrocità maggiori, tra cui uccisioni e ferimenti di molti abitanti e inoltre stuprando la maggior parte delle donne». Secondo i testimoni, gli incendi proseguirono per diversi giorni, almeno sette, e quando infine furono domati solo poche costruzioni erano state completamente risparmiate; almeno 600 case ed edifici pubblici andarono completamente distrutti.
Dopo il sacco di San Sebastián, il consiglio cittadino e diversi dei sopravvissuti si riunirono nel vicino villaggio di Zubieta, dove dovettero in pratica riavviare la costruzione della città a partire dalle sue fondamenta. Visto che il vecchio consiglio cittadino aveva collaborato con i francesi, fu nominato un nuovo consiglio che come suo primo atto scrisse una lettera di congratulazioni per la vittoria a Wellington, chiedendogli anche di concedere 2 000 pensioni per compensare gli abitanti ridotti alla fame; Wellington si rifiutò di soddisfare la richiesta, e nella sua replica intimò di non essere più disturbato con simili faccende. Wellington attribuì la responsabilità del saccheggio ai francesi, e il 2 novembre emise un comunicato ufficiale in cui rifiutava ogni responsabilità britannica nell'incedio della città; in novembre il consiglio cittadino tentò di istituire un tribunale popolare per indagare «sulle atrocità commesse dalle truppe britanniche e portoghesi», anche se solo due donne accettarono di rendere testimonianza delle violenze subite.

## Conseguenze
Tra gli originari 3 170 effettivi della guarnigione francese, cui si aggiunsero altri rinforzi durante l'assedio, si contarono 850 morti, 670 prigionieri presi nell'assalto del 31 agosto e altri 1 860 capitolati l'8 settembre, di cui 480 erano feriti o ammalati. Le unità al comando di Graham lamentarono un totale di 3 770 tra morti, feriti e dispersi; nell'assalto finale si contarono 867 morti, 1 416 feriti e 44 dispersi. Il maggior generale James Leith, appena tornato alla guida della sua 5ª Divisione, rimase ferito nell'assalto, mentre sir Richard Fletcher (il capo-geniere che aveva diretto la costruzione delle Linee di Torres Vedras) fu colpito al cuore e ucciso da una pallottola.
Non comprendendo di essere ormai troppo in ritardo per salvare San Sebastián, Soult lanciò un'altra offensiva attraverso i Pirenei il 31 agosto; truppe spagnole bloccarono questo attacco nel corso della battaglia di San Marcial. Ora in possesso di San Sebastián, Wellington poté portare avanti il suo progetto per respingere Soult al di là del confine e invadere la stessa Francia: il 7 ottobre gli alleati ottennero una nuova vittoria nel corso della battaglia del Bidassoa, seguita in novembre da un nuovo successo nella battaglia di Nivelle. La guarnigione francese di Pamplona capitolò nelle mani delle truppe spagnole il 31 ottobre dopo essere stata presa per fame.